# Jaroslav Feistauer
Jaroslav Feistauer (12. května 1909 Zlatá Olešnice) byl všestranný[zdroj?] československý lyžař. Jeho bratrem byl lyžař Josef Feistauer.

## Sportovní kariéra
Na III. ZOH v Lake Placid 1932 skončil ve skocích na lyžích na 26. místě, v severské kombinaci na 13. místě, v běhu na lyžích na 18 km skončil na 20. místě a v běhu na 50 km na 13. místě.